# Lednogóra
Lednogóra is een dorp in het Poolse woiwodschap Groot-Polen, in het district Gnieźnieński. De plaats maakt deel uit van de gemeente Łubowo. Het dorp ligt aan het Lednicameer, waar in de middeleeuwen de vesting Ostrów Lednicki lag. Er woonden 620 mensen in 2011.

## Sport en recreatie
Door deze plaats loopt de Europese wandelroute E11. De E11 loopt van Den Haag naar het oosten, op dit moment de grens Polen/Litouwen. Er bestaan verschillende lezingen over de route ter plaatse. De route komt in ieder geval van het zuidwesten vanaf Pobiedziska, mogelijk via Węglewko. De route vervolgt in zuidoostelijke richting naar Fałkowo.

## Galerij

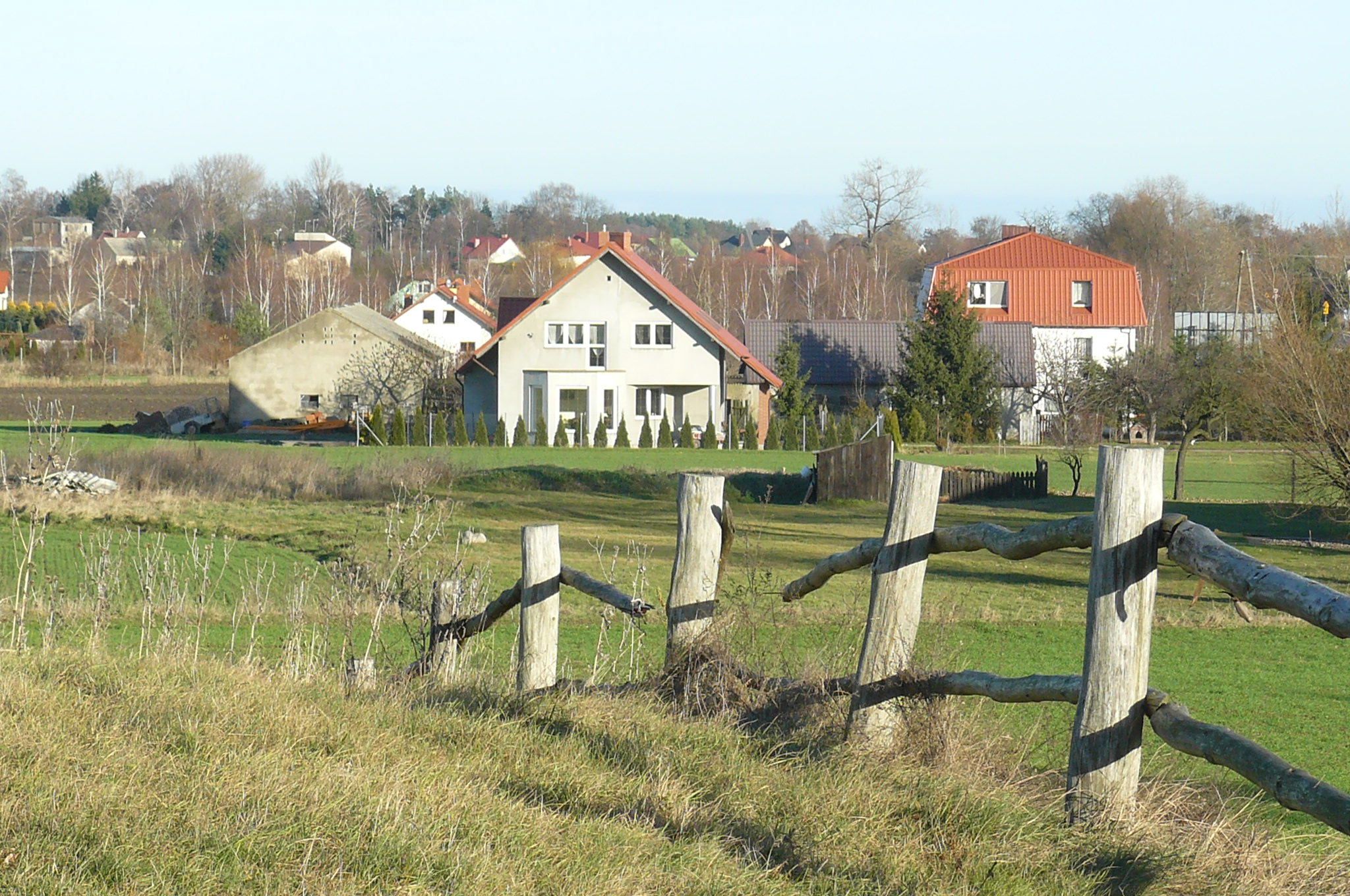
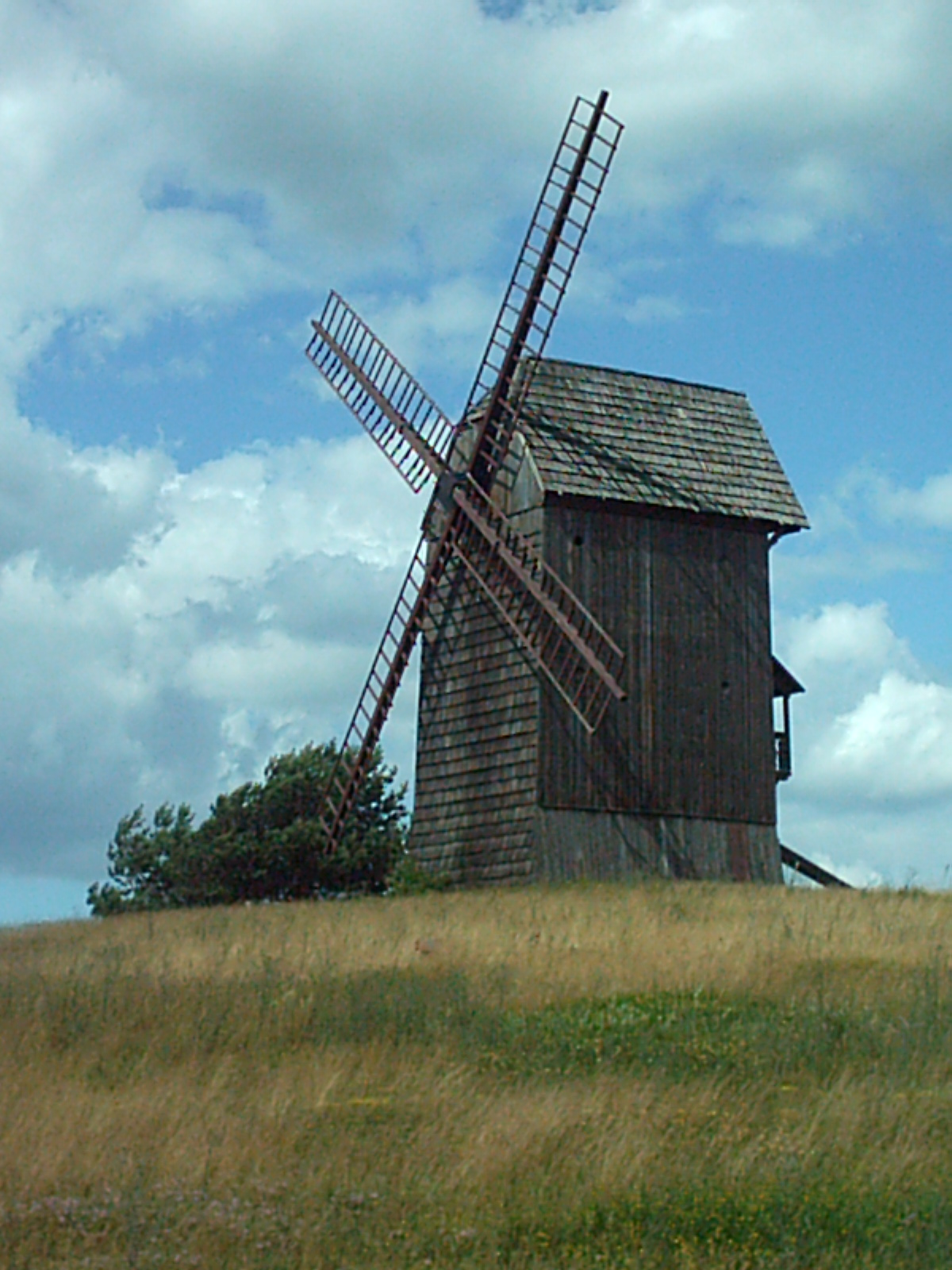
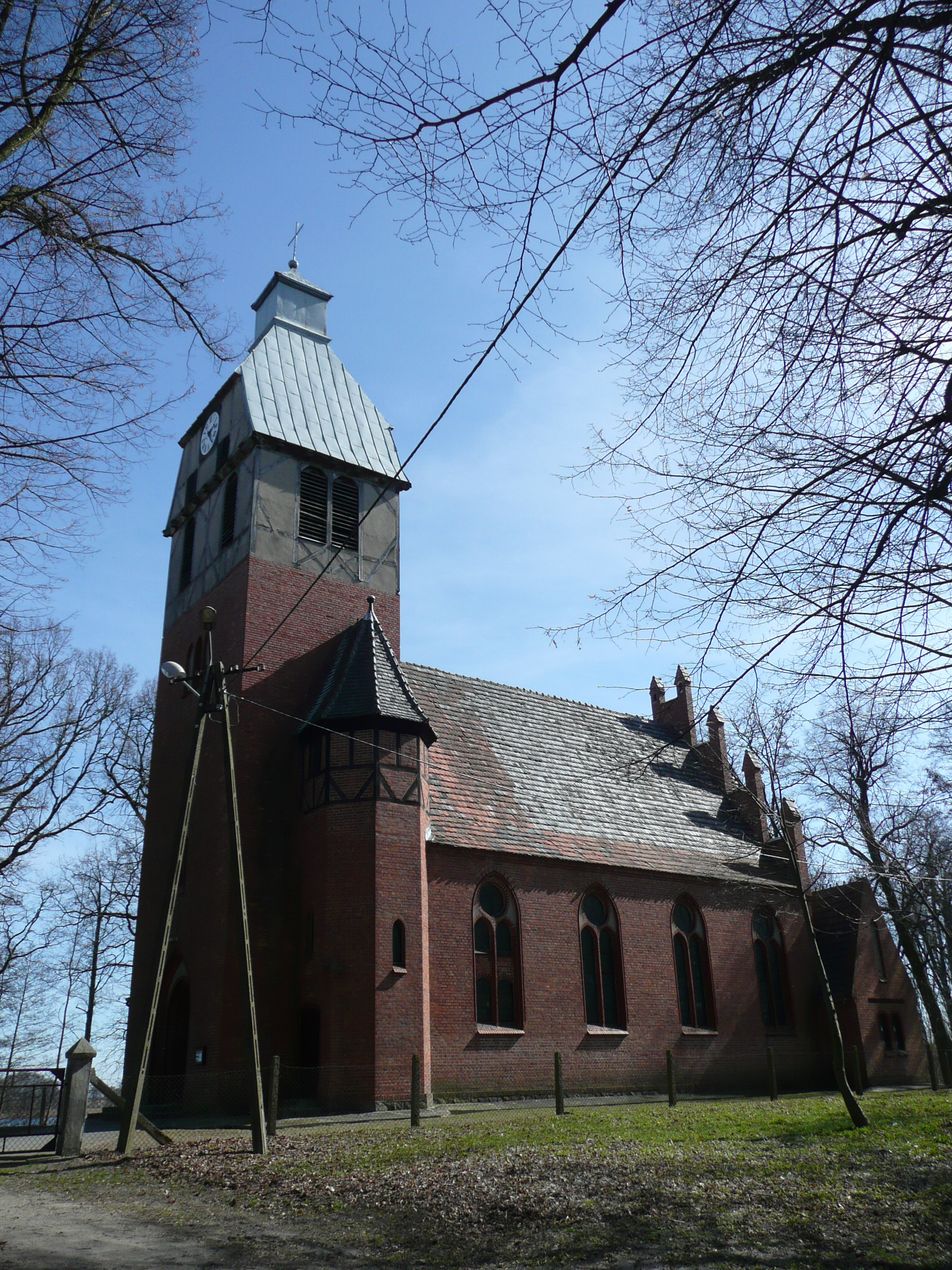